# Ehilam

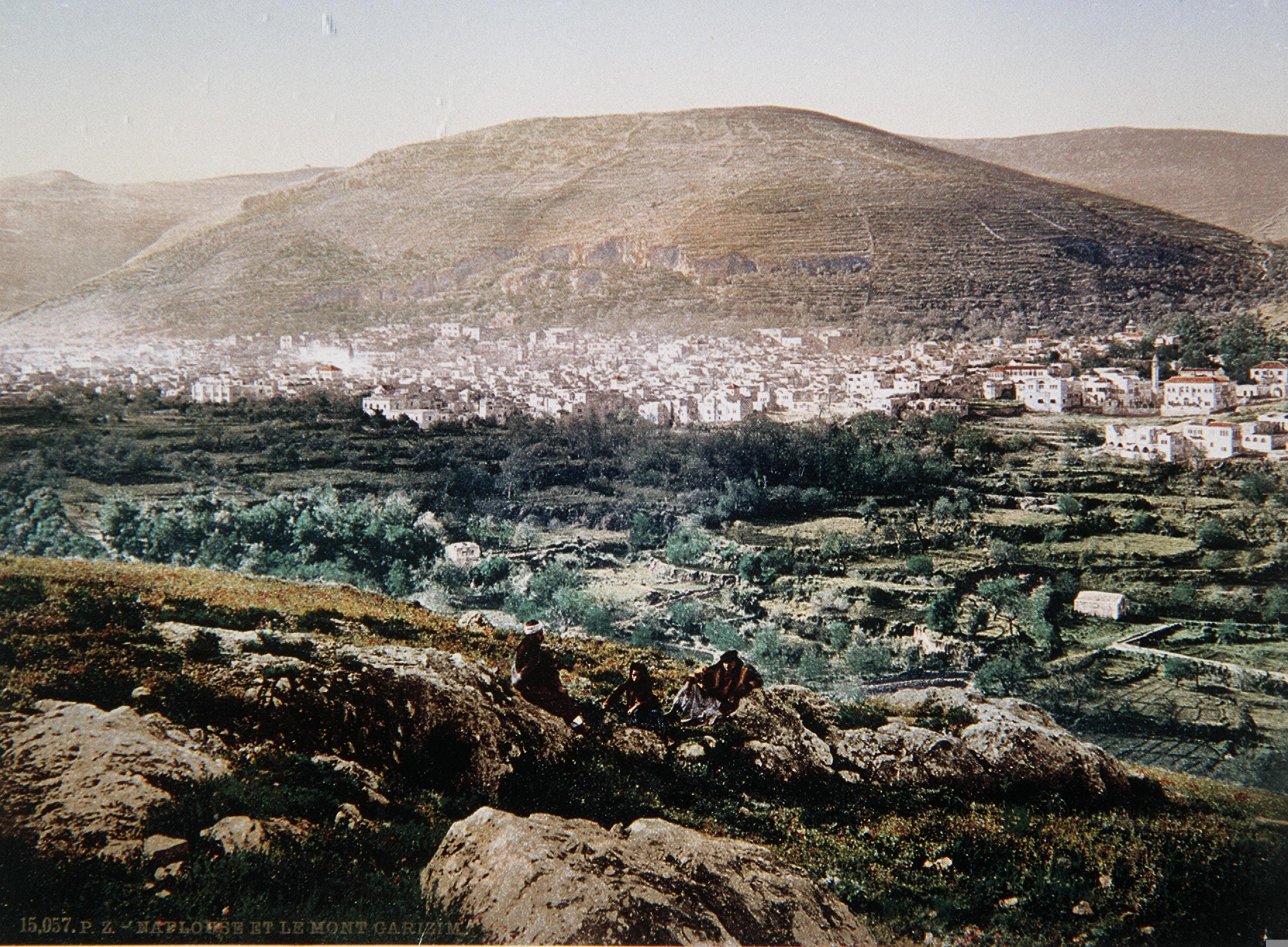
Monte Ehilam

L'Ehilam, nella Bibbia, è uno dei monti della terra promessa, il più vicino al monte Ebal sul quale, fonti rabbiniche classiche, affermano fu promulgata da Giosuè la Legge come Mosè gli aveva comandato (Giosuè 8:30).

Secondo la Bibbia pare si innalzasse nella valle del Giordano, le più recenti conclusioni in merito ne individuano invece la collocazione a nord della valle di Sichem, nei pressi dell'attuale città di Nablus in Cisgiordania, e del paese di Kiryat Luza. La montagna, oggi comunemente identificata con il Gebel es-Slamiyyah, è, con i suoi 881 m, tra le maggiori elevazioni della Palestina. È il monte sacro ai Samaritani che ne sostengono il primato, sebbene, a differenza di quanto da essi affermato, il monte Ebal gli sia di circa 200 m superiore.